# Harry Fuss
Harry Fuss (1 de agosto de 1913 - 21 de abril de 1996) fue un actor teatral, cinematográfico y televisivo austriaco.

## Biografía
Nacido en Viena, Austria, también era conocido como Harry Fuß. Fuss cumplió con sus estudios secundarios en  el Realgymnasium, ingresando después en una escuela de hostelería. Tras un breve tiempo trabajando en el sector hotelero, en 1934 completó un seminario de interpretación bajo la dirección de Rudolf Beer.
Obtuvo su primer compromiso como actor en la temporada teatral 1935/1936, en el Schauspielhaus de Brno. En la temporada 1936/1937 actuó en el Theater in der Josefstadt, desde 1937 a 1939 en el Schauspielhaus Zürich, y en 1940/1941 en el Badisches Staatstheater Karlsruhe.
Desde 1942 a 1944 actuó en varios teatros vieneses, entre ellos el Raimundtheater, el Bürgertheater, el Stadttheater y el Renaissancetheater. Finalizada la Segunda Guerra Mundial continuó su carrera actuando en el Künstlertheater (1945 a 1947) y en el Theater in der Josefstadt (1947/1948).
Entre 1952 y 1984 formó parte de la compañía del Volkstheater de Viena, donde actuó en numerosas interpretaciones. Entre otros papeles, fue Alfred en el estreno en Austria de la obra de Ödön von Horváth Geschichten aus dem Wiener Wald, interpretada junto a Karl Skraup y Inge Konradi, y que fue motivo de un gran escándalo teatral. También actuó en Der Fall Mary Dugan (1950), Helden (1952, de George Bernard Shaw), Frau Warrens Gewerbe (1952), Los bandidos (1959, de Friedrich Schiller), Wienerinnen (1960, de Hermann Bahr), Erdgeist (de Frank Wedekind), Die Ratten (1968, de Gerhart Hauptmann) y en Minna von Barnhelm (1976, de Gotthold Ephraim Lessing). Así mismo, participó en numerosas obras teatrales escritas por Johann Nestroy, como Dreyßig Jahre aus dem Leben eines Lumpen (1966), Mein Freund (1955), Der böse Geist Lumpazivagabundus (1957, con Fritz Muliar y Walter Kohut), y Frühere Verhältnisse (1979).
También fue actor invitado en el Bayerisches Staatsschauspiel, en el festival teatral Ruhrfestspiele de Recklinghausen, en el Festival Luisenburg en Wunsiedel (actuando en las piezas de Nestroy Das Mädl aus der Vorstadt y Lumpazivagabundus), en el Theater an der Wien, y en el Teatro Thalia de Hamburgo. Entre 1959 y 1969, y en el contexto del Festival Wiener Festwochen fue actor principal en la producción „Pawlatschentheater“. 
Además de su intenso trabajo teatral, Fuss trabajó también en diferentes producciones televisivas y cinematográficas.
Harry Fuss falleció en Viena en el año 1996. Fue enterrado en el Cementerio Hernalser Friedhof de Viena (Gruppe D, Nummer 196).

## Premios
- 1964 : Condecoración austriaca de las ciencias y las artes
- 1970 : Premio Karl Skraup
- 1973 : Nombrado profesor por el Ministerio de Cultura
- 1975 : Condecoración de oro de la provincia de Viena
- 1984 : Medalla de honor de la capital federal de Viena en oro

## Filmografía
- 1948 : Rendezvous im Salzkammergut
- 1948 : Der himmlische Walzer
- 1948 : Hin und her
- 1949 : Höllische Liebe
- 1950 : Großstadtnacht
- 1950 : Kind der Donau
- 1950 : Gruß und Kuß aus der Wachau
- 1951 : Frühling auf dem Eis
- 1951 : Der Fünfminutenvater
- 1951 : Wenn eine Wienerin Walzer tanzt
- 1951 : Gangsterpremiere
- 1952 : Hallo Dienstmann
- 1952 : 1. April 2000
- 1954 : Schicksal am Lenkrad
- 1956 : Der Schandfleck
- 1956 : Rosmarie kommt aus Wildwest
- 1956 : Meine Tante – deine Tante
- 1958 : Eine Reise ins Glück
- 1958 : Die Conways und die Zeit (telefilm)
- 1962 : Ende schlecht - Alles gut (telefilm)
- 1963 : Der Unsichtbare
- 1971 : Die Auferstehung des Stefan Stefanow (telefilm)
- 1971 : Ein Käfer geht aufs Ganze
- 1972 : Briefe von gestern (telefilm)
- 1972–1973 : Tatort (serie TV), episodios Münchner Kindl y Frauenmord
- 1973 : Wenn ihr wollt, ist es kein Märchen (telefilm)
- 1973 : Hallo – Hotel Sacher … Portier! (serie TV), episodio Hotel und Pension
- 1979 : Kleine Gaben (telefilm)
- 1982 : Hambacher Frühling (telefilm)
- 1983 : Roda Rodas rote Weste (telefilm)